# José Vázquez
José Ricardo Vázquez (7 dicembre 1940 – 24 dicembre 2016) è stato un calciatore argentino, di ruolo difensore.

## Carriera

### Club
Ha giocato nella massima serie argentina con Chacarita Juniors, Racing Club e Atlanta.

### Nazionale
Con la Nazionale argentina ha giocato 11 partite partecipando al Campionato Sudamericano 1963.